# Joc bishōjo
Un joc bishōjo (美少女ゲーム bishōjo gēmu?), sau gyaru gēmu (ギャルゲーム de obicei scurtat în „galge"?) în japoneză, este un tip de joc video japonez în care au loc multe interacțiuni cu fete atractive.
Jocurile bishōjo au un format narativ asemănător cărților Alege-ți propria aventură, în care jocul îți spune o povește, dar jucătorul poate face alegeri care schimbă firul narativ. 

## Istoric

### Anii '80
Jocurile bishōjo au început să apară în Japonia la începutul apariției calculatoarelor personale. Primul joc bishōjo comercializat în Japonia a apărut în 1982, produs de Koei și se numea Night Life. Primele jocuri bishōjo nu erau așa populare, fiind limitate doar la 16 culori sau mai puține. La început, toate jocurile genului erau pornografice.
Un reper remarcabil a fost Tenshitachi no gogo (1985) a lui Jast, un precursor a simulatoarelor de întâlniri moderne. Printre primele jocuri de aventură bishōjo, acesta avea un nivel de finisare care lipsea jocurilor anterioare. De asemenea, a fost primul joc care a prezentat un stil artistic anime modern: personajele aveau ochi foarte mari și un nas și o gură mici, dar erau altfel proporționate în mod normal – caracteristici care astăzi se regăsesc aproape în toate jocurile bishōjo. Înainte de 1985, fetele erau în general desenate fie ca adulți cu proporții normale, fie ca copii super deformați. 

### Anii '90
Industria a făcut trecerea de la hardware-ul japonez propriu-zis la platforma DOS, care începea să câștige popularitate, iar mai târziu în deceniu, la Windows. În anii '90, jocurile bishōjo au evoluat de la a fi printre cele mai solicitante tehnologic (datorită graficii 2D detaliate care necesitau mult spațiu de stocare pentru standardele computerelor de atunci) la unele dintre cele mai puțin solicitante (rareori utilizau grafică 3D). Astfel, în locul programatorilor, companiile de jocuri bishōjo aveau nevoie în principal de artiști și scriitori.
În prima parte a deceniului, atmosfera din Japonia a devenit din ce în ce mai ostilă față de jocurile bishōjo. În 1989, criminalul în serie Tsutomu Miyazaki a fost arestat, iar investigațiile au arătat că acesta consuma manga lolicon, ceea ce a declanșat o opoziție pe scară largă față de manga pornografică, cultura otaku și produse similare. În noiembrie 1991, un elev de gimnaziu a fost prins furând un joc bishōjo pentru adulți, Saori: The House of Beautiful Girls, ceea ce a dus la o intensificare a supravegherii de către poliție a producătorilor și retailerilor. Mai multe prefecturi au început să clasifice jocurile drept obscene și să le retragă de pe rafturi.
Confruntat cu amenințarea de a fi cenzurată forțat de guvern, în 1992, industria jocurilor bishōjo a format organizația Computer Software Rinri Kikō (care înseamnă „Organizația de Etică pentru Software de Calculator” și este adesea abreviată EOCS sau Sofu-rin), stabilind îndrumările pentru conținutul și ambalajul acceptabil. Această organizație a redus conținutul cel mai obiectabil din perioada „vestului sălbatic” al anilor 1980. Astfel, eliberată de controverse și impulsionată de îmbunătățirea continuă a tehnologiei, industria jocurilor bishōjo a cunoscut un boom care a durat un deceniu în anii 1990.
Primul titlu major al anilor 1990 a fost Tokimeki Memorial, lansat în 1994 de Konami, care se afla atunci în pragul falimentului. Simulatorul de întâlniri platonice a devenit primul joc bishōjo important de la lansarea Night Life de către Koei. În 1999, Kanon a fost lansat de Visual Arts/Key. Deși titlul era un Eroge⁠(d) destinat bărbaților datorită conținutului său sexual, jucătorii au început să se identifice cu protagonistul și cu ideea de a depăși „încercările emoționale și suferințele iubirii pure.” O versiune ulterioară pentru PlayStation 2, care a eliminat conținutul sexual, s-a vândut mai bine decât originalul, conducând în cele din urmă la două adaptări anime.
Un punct de cotitură a fost reprezentat de Dōkyūsei (1992), lansat de ELF. Dōkyūsei, al cărui mod de joc se concentra pe întâlnirea și seducerea fetelor, a stabilit convențiile standard ale genului de simulare de întâlniri. Tokimeki Memorial, primul simulator de întâlniri, s-a remarcat prin grafică de calitate, actori de voce complet integrați și un mod de joc asemănător cu jocurile de rol. Pentru a fi accesibil unui public mai larg, nu a inclus elemente erotice, încercând în schimb să creeze o atmosferă „romantică”. Seria populară de jocuri bishōjo a lui Sega, Sakura Wars, a fost lansată pentru prima dată în 1996 pentru Sega Saturn. La fel ca Tokimeki Memorial, nu conținea elemente erotice, dar era unic prin faptul că includea nu doar elemente de joc de aventură, ci și un sistem de luptă inspirat din jocurile de tactică, precum Tactics Ogre.
De la sfârșitul anilor ’90, a apărut o tendință spre o povestire mai bine realizată în jocurile bishōjo din tendința majoritară. Exemple notabile în acest sens sunt To Heart (1997) de Leaf și Kanon (1999) de Key. Deși modul lor de joc implica puțin mai mult decât derularea textului, aceste titluri au avut succes datorită calității scrierii și caracterizării. Ambele au fost lansate inițial pe PC cu scene erotice, care au fost ulterior eliminate în versiunile pentru console.

### Anii 2000
Industria jocurilor bishōjo a rezistat trecerii la grafică 3D din cauza naturii blocante și distorsionate a personajelor atunci când sunt privite de aproape. În 2001, Tokimeki Memorial 3 a devenit primul joc bishōjo care a rupt acest trend. Cu toate acestea, vânzările slabe au indicat că alte companii ar putea continua să se bazeze pe grafica tradițională 2D.
Astăzi, industria jocurilor bishōjo s-a dezvoltat semnificativ, iar majoritatea editorilor lansează jocuri pentru Windows, inclusiv fișiere disponibile exclusiv pentru descărcare. Unele dintre jocurile mai puțin pornografice și cele mai de succes s-au extins și pe piața consolelor. În anii '90, consolele principale utilizate pentru jocurile bishōjo au fost Sega Saturn și Dreamcast. Mai recent, PlayStation 2 a devenit consola preferată, cu un număr tot mai mare de jocuri dezvoltate și pentru consolele portabile precum PlayStation Portable și Nintendo DS. Jocurile adaptate pentru console au, de obicei, conținutul destinat adulților eliminat.

## Caracteristici
Industria jocurilor bishōjo este strâns legată de industria anime-ului și a manga-ului. Deși multe dintre aceste jocuri sunt pornografice, majoritatea prezintă situații romantice cu materiale sugestive.
Unele grupuri dōjinshi produc jocuri bishōjo, adesea cu scopul de a forma ulterior o companie reală sau de a fi contractate de una dintre marile companii din industrie. Datorită timpului scurt de programare și a cantității relativ mici de conținut necesar într-un joc bishōjo, barierele de intrare în această industrie sunt relativ scăzute, ceea ce explică apariția a zeci de noi companii în fiecare an.
O parte substanțială a veniturilor industriei provine din merchandising. Fanii sunt adesea dedicați unor personaje anume din jocurile lor preferate și sunt dispuși să plătească prețuri ridicate pentru produse precum postere, figurine și accesorii care le reprezintă. Există și mai multe convenții unde se vând articole orientate către fanii bishōjo, precum populara piață dōjinshi de la Comiket din Tokio, Japonia.
Datorită reprezentării personajelor feminine în majoritatea jocurilor bishōjo, o mare parte din piață este formată din bărbați. Totuși, începând cu anul 2000, unii dezvoltatori au început să-și extindă piața, creând jocuri destinate fetelor și prezentând bărbați tineri și atrăgători în distribuție (Bishōnen⁠(d)). Cel mai cunoscut și de succes titlu din această categorie este experimentul lui Konami, Tokimeki Memorial Girl’s Side (2002). Au apărut, de asemenea, un număr mic de jocuri erotice care prezintă relații homosexuale între bărbați (jocuri yaoi), care își au rădăcinile în subcultura paralelă a anime-urilor și manga-urilor yaoi. Jocurile destinate în mod specific jucătoarelor nu sunt denumite jocuri bishōjo, ci sunt încadrate de editori în genul mai larg de aventură sau simulare, fiind denumite de fani și recenzenți jocuri otome sau jocuri Boys’ Love (iubirea băieților).

### Mod de joc

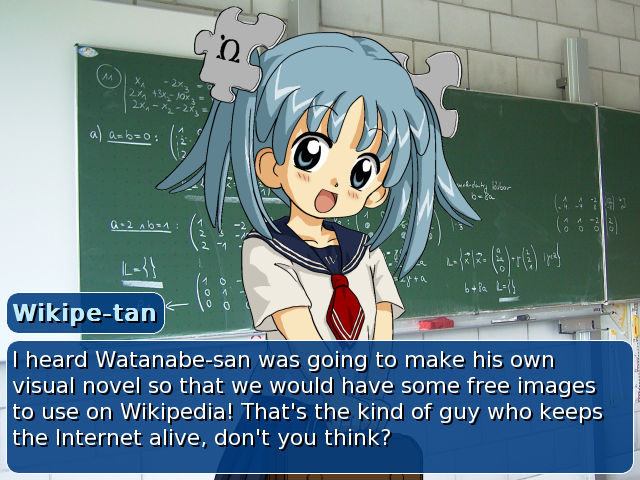
O reprezentare a unui joc bishōjo de tip roman vizual

Elemente ale jocurilor bishōjo pot fi prezente practic în orice tip de joc video, iar modul de joc în jocurile bishōjo variază în cadrul genului. Totuși, există câteva formule de bază care definesc genul. Caracteristicile de bază ale jocurilor bishōjo sunt similare cu cele ale cărților Alege-ți propria aventură. Aspectul de bază al unui joc bishōjo constă într-o imagine în partea superioară, o casetă de text în partea inferioară și un fundal static care se schimbă ocazional și se extinde în spatele ambelor zone. Imaginile de fundal sunt adesea reutilizate pentru diverse scene, iar descrierile textuale sunt utilizate pentru a distinge diferențele din împrejurimi. În majoritatea jocurilor, jucătorul nu-și vede avatarul și experimentează jocul din perspectiva personajului principal. În plus, unele jocuri folosesc tehnici variate, precum tremurarea, clipirea sau întunecarea ecranului, pentru a crește imersiunea prin demonstrarea diferitelor condiții. Gama efectelor sonore este, de asemenea, utilizată pentru a reprezenta percepțiile sonore ale avatarului. Personajele din aceste jocuri sunt mai puțin realiste și sunt adesea limitate la câteva expresii faciale statice, gesturi și clipiri ocazionale, dintre care primele două coincid cu textul afișat în partea inferioară a scenei și sunt reutilizate constant.
Poveștile de bază ale acestor jocuri se concentrează pe un protagonist masculin, controlat de jucător, care interacționează cu diverse personaje, în special feminine. Interacțiunea are loc în momente-cheie, când jucătorul primește opțiuni aparent triviale, în timp ce alegerile care schimbă viața în mod semnificativ sunt rare. Aceste alegeri duc, în cele din urmă, la diferite finaluri bune sau rele cu (sau fără, în cazul unor finaluri rele) unul sau mai multe personaje feminine.
Terminarea acestor jocuri nu înseamnă doar obținerea diferitelor finaluri bune, ci, în unele cazuri, și a finalurilor rele, deoarece scopul este de a debloca tot conținutul bonus. Acest lucru face ca obținerea aceluiași final de două ori, fără a debloca conținut nou, să fie considerată un eșec în astfel de jocuri. De exemplu, Gals Panic este o variantă a jocului clasic Qix, în care obiectivul este de a descoperi 75% sau mai mult dintr-o imagine a unei fete. Money Idol Exchanger este un joc de puzzle comparabil cu seria Magical Drop (de asemenea, încadrată ca joc bishōjo). În unele cazuri, imaginile fetelor sunt folosite ca recompense pentru performanțe bune, cum este cazul în strip Mahjong. În alte jocuri, aspectul bishōjo este integrat mai strâns în modul de joc: în majoritatea simulatoarelor de întâlniri, obiectivul este de a selecta replicile corecte în timpul conversațiilor cu un personaj feminin pentru a crește „nivelul de iubire” al acestuia. Acest tip de joc seamănă cu jocurile de rol sau cele de aventură. Multe dintre ele sunt foarte liniare și sunt, în esență, romane interactive de dragoste pentru bărbați.
Majoritatea jocurilor bishōjo rămân în format 2D. Principalul motiv este că aceste jocuri se concentrează mai mult pe personaje decât pe peisaje, iar pentru acest scop, imaginile bitmap 2D continuă să arate mai bine decât modelele 3D (care tind să fie rigide sau "colțuroase" când sunt privite de aproape). Principalul avantaj al modelelor 3D în acest context este animația mai fluidă și mai realistă, deși acest beneficiu este adesea anulat de aspectul mai puțin finisat al personajelor 3D, în plus față de costurile suplimentare de producție. Tokimeki Memorial 3 (2001) a fost primul joc bishōjo care a avut toate personajele modelate în 3D, însă vânzările au fost mai mici decât se așteptau, ceea ce probabil i-a descurajat pe alți dezvoltatori să treacă jocurile bishōjo de la 2D la 3D. În prezent, multe jocuri bishōjo sunt, în esență, o succesiune de imagini statice 2D, însoțite de voce și text.

### Conținut pornografic
Deși există numeroase jocuri bishōjo axate în întregime pe pornografie hardcore, multe dintre cele mai populare titluri, inclusiv toate cele disponibile pentru consolele de jocuri video, nu conțin materiale pornografice, iar altele includ doar o cantitate mică de astfel de conținut în raport cu povestea în ansamblu. De exemplu, versiunea 18+ a popularului joc Sabbat of the Witch include un total de douăzeci și patru de scene scurte pentru adulți într-o poveste ramificată.
Conținutul pornografic al jocurilor bishōjo este reglementat de Ethics Organization of Computer Software (EOCS), organizația responsabilă de clasificarea conținutului jocurilor video în industria japoneză. Pornografia este interzisă în toate titlurile pentru console, iar jocurile pentru calculator primesc o clasificare specială care avertizează publicul cu privire la conținutul lor. De asemenea, ca în toată pornografia legală japoneză, imaginile explicite sunt de obicei cenzurate, fiind acoperite cu mozaicuri sau bare în zonele genitale, pentru a respecta legile japoneze privind decența.
Jocurile bishōjo pornografice sunt adesea catalogate în Occident drept „jocuri hentai”. În Japonia, ele sunt de obicei numite Eroge⁠(d).

### Reprezentarea femeilor
Reprezentarea fetelor în jocurile bishōjo variază, dar se pot face două generalizări. În primul rând, majoritatea fetelor sunt portretizate ca bishōjo, ceea ce înseamnă frumoase, atrăgătoare sau drăguțe.
Există două tipuri comune de locații: liceele japoneze și lumi fantastice pseudo-europene, cu atmosferă medievală. În jocurile care au loc în liceu, personajele poartă uniforme școlare japoneze idealizate, în timp ce în jocurile cu o locație fantastică, ținutele variază de la robe de vrăjitoare la rochii de prințese, iar creaturi fantastice, precum zânele sau fetele-pisică, pot fi întâlnite. Când jocul are loc într-un alt decor, acesta tinde să exploreze alte posibilități de modă. De exemplu, jocul Pia Carrot are loc într-un restaurant, unde fetele poartă uniforme elaborate de chelnerițe.
Personajele feminine acționează frecvent într-un mod copilăros și adorabil, descris de termenul moe, o caracteristică adesea căutată la personajele bishōjo. Motivele pentru această caracteristică nu sunt întotdeauna pur sexuale: uneori, ea este utilizată pentru a prezenta un personaj drăguț și afectuos, care este iubit și susținut de jucător. De fapt, „surorile mai mici” sunt un element recurent în jocurile bishōjo. Un joc foarte popular care subliniază caracteristica moe este Sister Princess, bazat pe premisa că jucătorul dobândește nu mai puțin de douăsprezece surori mai mici.
Majoritatea jocurilor bishōjo includ fete desenate în stil anime și nu imagini ale fetelor din viața reală. Deoarece unele personaje din jocurile bishōjo sunt minore, utilizarea personajelor desenate permite studiourilor care creează jocuri bishōjo cu conținut pentru adulți să evite sancțiunile impuse de legile japoneze împotriva pornografiei infantile, care interzic reprezentarea minorilor reali sub 18 ani. Chiar și așa, EOCS solicită ca toate personajele care par a fi minore să fie etichetate ca având 18 ani.

### Reprezentarea bărbaților
Personajul principal masculin din jocurile bishōjo este adesea conceput astfel încât jucătorul să se poată identifica cu el, trăind povestea ca și cum ar experimenta un episod din propria sa viață. Deseori, jocul este prezentat din perspectiva personajului principal.
Deoarece jocurile bishōjo se concentrează pe personajele feminine și pe interacțiunea jucătorului cu acestea, personajele masculine primesc adesea mai puțin timp pe ecran, iar personajul care îl reprezintă pe jucător apare rar; în aceste cazuri, fața sa este de obicei ascunsă în afara ecranului sau într-un alt mod, și este posibil să nu aibă nici măcar voce. Uneori, singura prezență masculină în scenele sexuale se reduce la un penis care apare dintr-o parte a ecranului, fără alte părți vizibile.

## Distribuție
Genul este extrem de popular în Japonia. Se estima încă din 2005 că vânzările de jocuri bishōjo reprezentau un sfert din totalul software-ului produs în Japonia. Se estimează că, în medie, 50 de titluri noi sunt lansate în fiecare lună sau aproximativ 500 anual.
Jocurile bishōjo pentru computere personale sunt de obicei vândute în magazine speciale sau în secțiuni rezervate clienților cu vârsta de peste 18 ani. Totuși, jocurile bishōjo pentru console, care sunt în general mai puțin explicite, sunt vândute alături de alte jocuri video. În prezent, zeci de jocuri bishōjo sunt lansate în fiecare lună, iar practic toate magazinele de jocuri video din Japonia mențin un stoc considerabil din acestea. Jocurile sunt inițial relativ scumpe comparativ cu piața occidentală de jocuri video, prețurile fluctuând între 8.000 și 10.000 de yeni (aproximativ 250–310 lei în ianuarie 2025) fiecare, deși ulterior pot fi cumpărate mai ieftin la mâna a doua.